# Masaru Hashiguchi
Masaru Hashiguchi (橋口 勝 Hashiguchi Masaru?), född 21 maj 1974 i Hyōgo prefektur, är en japansk före detta fotbollsspelare.
Hashiguchi började sin karriär 1997 i Cerezo Osaka. 2000 flyttade han till Avispa Fukuoka. Han avslutade karriären 2000.